# نبردناو کلاس اریون
نبردناو کلاس اریون (به انگلیسی: Orion-class battleship) یک کلاس از کشتی است که طول آن ۵۸۱ فوت (۱۷۷٫۱ متر) می‌باشد.